# 관리도
관리도(串里島) 또는 곶리도는 전북특별자치도 군산시 옥도면 관리도리에 속한 섬으로 고군산군도를 이룬다. 취락은 북동쪽 끝의 선착장(관리도항) 주변에 집중되어 있는데, 마을 이름은 꽂리이다.

## 지리
관리도는 섬 중앙의 깃대봉(136.8 m)과 남쪽의 투구봉(129 m)을 고점으로 하여, 전체적으로 서쪽이 높고 동쪽이 낮은 구릉형 산지로 이루어져 있다. 주민의 대부분이 어업에 종사하고, 농산물의 생산이 미약하다. 주변 해역에서 멸치·바지락 등을 어획하며, 김·전복 등을 양식한다. 군산 연안여객터미널에서 정기여객선이 운항된다.
관리도는 장자도의 서쪽에 있는데, 1.6 km 정도의 거리를 두고 장자도(대장도 포함)와 서로 마주보고 있는 형상이다. 관리도항과 장자도항의 거리는 2 km이다.

## 섬의 명칭
대동여지도에는 섬의 이름이 고지(古芝)라고 쓰여 있다. 현지의 마을 이름이 '꽂리'(꽂里)인 것에 비추어 보면 본래 섬의 이름이 '꽂이섬'이나 '꽂지섬'이었음을 추정할 수 있는데, 섬의 이름 중 '串(곶/관)'을 한글로 '곶'이 아닌 '관'으로 쓰는 것은 잘못된 표기임을 알 수 있다.

## 교육
과거에는 선유도초등학교 관리도분교가 있었으나, 1991년 2월 28일부로 폐교한 바 있다.